# JP Larsson

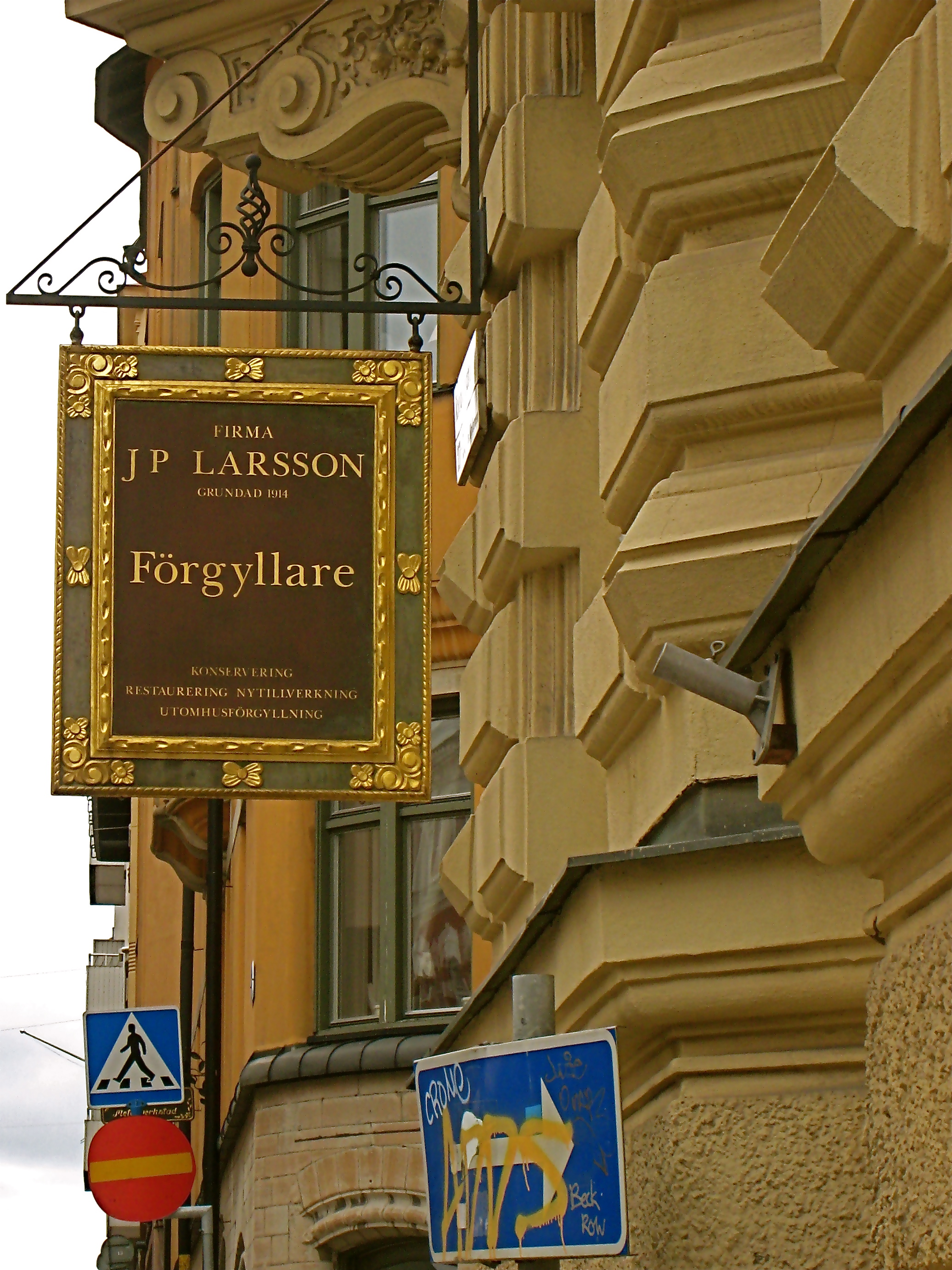
JP Larssons ateljé

JP Larsson var en förgyllningsfirma i Stockholm som grundades 1914 av Johan Paulus Larsson. Johans son, Gösta Larsson drev vidare företaget. Sonsonen Per H Larsson drev verksamheten på Östermalm i stockholm under 1980 och 90 och 2000-talet. Under 2020- talet börja generation 4 Johan Paulus.

## Historik
Företagets ateljé varbelägen i korsningen Grevgatan/Riddargatan på Östermalm. Företaget ägnade sig såväl åt nytillverkning som restauration och konservering av äldre föremål. 
Bland uppdragen fanns olika typer av ramar till tavlor och speglar och olika byggnadsdetaljer. Bland firmans kunder fanns museer, fastighetsägare, försäkringsbolag, antikhandlare och privatpersoner.
I Stockholm har JP Larsson stått bakom förgyllningen av Gustav Vasastatyn på Nordiska museet liksom restaureringen av de förgyllda kloten på Thielska galleriet och av kronorna på Skeppsholmsbron.
Förgyllare Gösta Larsson var sin tids skickligaste hantverkare och lärde upp en hel generation förgyllare, så som Nils Löfgrens och Stig Wennström.
Han skrev även boken "Ramstilar år 1955" 
Företaget las som vilande och kundunderlaget övertogs av Crister Björkman som drev verksamhet tillsammans med Lotta i Vasastaden . 
Förgyllare JP Larsson har i dag en mindre verksamhet.